# William Steinberg
William Steinberg (1 de agosto de 1899 - 16 de maio de 1978) foi um maestro alemão e estadunidense.

## Biografia
Steinberg nasceu Hans Wilhelm Steinberg em Colónia, Alemanha. Ele foi o protegido de Otto Klemperer desde cedo. Steinberg deixou a Alemanha em 1936, se mudando para Israel porque o movimento nazista tê-lo retirado da Ópera de Frankfurt em 1933. Eventualmente, com o fundador Bronislaw Huberman, Steinberg se tornou o primeiro maestro da Orquestra Sinfônica da Palestina, que viria depois a ser conhecida como Orquestra Filarmônica de Israel. Steinberg conduziu a orquestra quando Arturo Toscanini visitou a orquestra em 1936. Toscanini ficou satisfeito com o trabalho de Steinberg, ele o chamou para ser assistente na preparação de orquestras para se apresentar na NBC. Em 1930 ele conduziu a estreia mundial de Von Heute aus Morgen, de Schoenberg.
Steinberg mudou-se para os Estados Unidos em 1938. Lá realizou uma série de concertos com a Orquestra Sinfônica NBC de 1938 até 1940. De 1945 até 1952 ele foi o diretor musical da Orquestra Filarmônica de Buffalo. Ele é mais conhecido pelo seu mandato como diretor musical da Orquestra Sinfônica de Pittsburgh, cargo que exerceu de 1952 até 1976. De 1958 até 1960 ele conduziu a Orquestra Filarmônica de Londres. De 1969 até 1972 foi diretor musical da Orquestra Sinfônica de Boston, também foi o principal maestro convidado a Filarmônica de Nova Iorque entre 1966 e 1968.
Steinberg conduziu as maiores orquestras dos Estados Unidos, além das citadas também conduziu a Orquestra Sinfônica de Chicago, Orquestra de Cleveland, Filarmônica de Los Angeles, Orquestra Sinfônica de São Francisco e a Orquestra da Filadélfia. No exterior ele conduziu a Orquestra Sinfônica da Rádio Bávara, Filarmônica de Berlim, Orquestra Sinfônica de Montreal e a Orquestra Sinfônica de Colônia. 
Steinberg ganhou uma estrela na calçada da fama de Hollywood. Também é um membro da Phi Mu Alpha Sinfonia e da Fraternidade Nacional dos Homens na Música.
William Steinberg foi notado em toda a sua carreira pelo seu estilo simples e ainda expressivo. E também com pouca dinâmica no pódio.
Steinberg faleceu em Nova Iorque.

## Maestro e Diretor Musical
- 1924 Oper Köln
- 1925-1929 Ópera do Estado de Praga
- 1929-1933 Ópera de Frankfurt
- 1936-1938 Sinfônica da Palestina
- 1945-1952 Orquestra Filarmônica de Buffalo
- 1952-1976 Orquestra Sinfônica de Pittsburgh
- 1958-1960 Filarmônica de Londres
- 1969-1972 Orquestra Sinfônica de Boston

## Discografia
- 1970 Anton Bruckner: Sinfônia Nº6
- 1970 Paul Dukas: The Sorcerer's Apprentice
- 1970 Camille Saint-Saëns: Danse Macabre
- 1969 Franz Schubert: Sinfônia Nº9
- 1970 Richard Strauss: Till Eulenspiegel's Merru Pranks
- 1971 Paul Hindemith: Concerto de Musica para Baixo
- 1971 Paul Hindemith: Mathis der Maler
- 1971 Gustav Holst: Os Planetas
- 1971 Richard Strauss: Also sprach Zarathustra